# Louverné
Louverné est une commune française, située dans le département de la Mayenne en région Pays de la Loire, peuplée de 4 345 habitants.
La commune fait partie de la province historique du Maine, et se situe dans le Bas-Maine.

## Géographie

### Localisation
| Saint-Jean-sur-Mayenne         | Saint-Jean-sur-Mayenne, Sacé | Sacé, La Chapelle-Anthenaise |
| Saint-Jean-sur-Mayenne, Changé | Louverné                     | La Chapelle-Anthenaise       |
| Changé                         | Bonchamp-lès-Laval           | Bonchamp-lès-Laval           |

### Climat
Pour des articles plus généraux, voir Climat des Pays de la Loire et Climat de la Mayenne.
En 2010, le climat de la commune est de type climat océanique altéré, selon une étude du CNRS s'appuyant sur une série de données couvrant la période 1971-2000. En 2020, Météo-France publie une typologie des climats de la France métropolitaine dans laquelle la commune est exposée à un climat océanique et est dans la région climatique Moyenne vallée de la Loire, caractérisée par une bonne insolation (1 850 h/an) et un été peu pluvieux.
Pour la période 1971-2000, la température annuelle moyenne est de 11,1 °C, avec une amplitude thermique annuelle de 13,8 °C. Le cumul annuel moyen de précipitations est de 792 mm, avec 12,5 jours de précipitations en janvier et 7,1 jours en juillet. Pour la période 1991-2020, la température moyenne annuelle observée sur la station météorologique de Météo-France la plus proche, sur la commune d'Argentré à 7 km à vol d'oiseau, est de 11,8 °C et le cumul annuel moyen de précipitations est de 780,7 mm,. Pour l'avenir, les paramètres climatiques de la commune estimés pour 2050 selon différents scénarios d'émission de gaz à effet de serre sont consultables sur un site dédié publié par Météo-France en novembre 2022.

## Urbanisme

### Typologie
Au 1er janvier 2024, Louverné est catégorisée bourg rural, selon la nouvelle grille communale de densité à sept niveaux définie par l'Insee en 2022.
Elle appartient à l'unité urbaine de Louverné, une unité urbaine monocommunale constituant une ville isolée,. Par ailleurs la commune fait partie de l'aire d'attraction de Laval, dont elle est une commune de la couronne,. Cette aire, qui regroupe 66 communes, est catégorisée dans les aires de 50 000 à moins de 200 000 habitants,.

### Occupation des sols
L'occupation des sols de la commune, telle qu'elle ressort de la base de données européenne d’occupation biophysique des sols Corine Land Cover (CLC), est marquée par l'importance des territoires agricoles (86,4 % en 2018), en diminution par rapport à 1990 (94 %). La répartition détaillée en 2018 est la suivante : 
terres arables (41,9 %), prairies (37,6 %), zones urbanisées (9,1 %), zones agricoles hétérogènes (6,9 %), zones industrielles ou commerciales et réseaux de communication (4,3 %), forêts (0,3 %). L'évolution de l’occupation des sols de la commune et de ses infrastructures peut être observée sur les différentes représentations cartographiques du territoire : la carte de Cassini (XVIIIe siècle), la carte d'état-major (1820-1866) et les cartes ou photos aériennes de l'IGN pour la période actuelle (1950 à aujourd'hui).

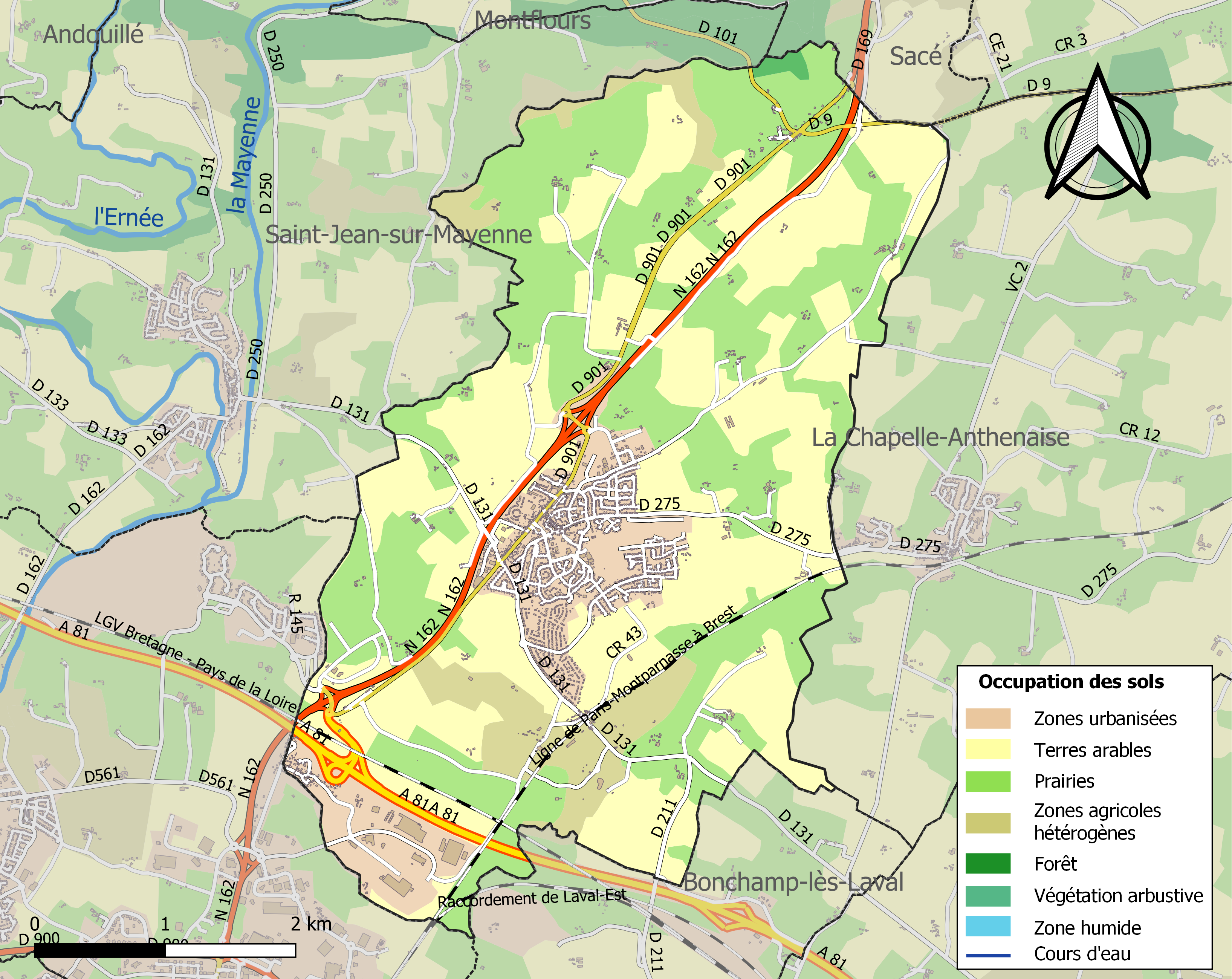
Carte des infrastructures et de l'occupation des sols de la commune en 2018 (CLC).

## Toponymie
La commune de Louverné n'a pas toujours porté le même nom. Le nom de la localité est attesté pour la première fois sous la forme latine de Parrochia Sancti Martini vers 1100, puis sous la forme de Parrochia de Louvernay en 1125, Prior de Loverné vers 1203-1208, Le féage de Louvernay en 1388, Ecclesia de Louverneyo au XVe siècle puis Sainct-Martin-de-Louvernaye en 1574. Le toponyme peut être issu d'un anthroponyme, gaulois tel que ''Lovernos ou germanique tel que Leubrannus.
Le gentilé est Louvernéen.

## Histoire

### Préhistoire
L'abbé Angot, dans son Dictionnaire, dit que près des roches calcaires où quelques débris humains ont été trouvés, mélangés à des ossements d’animaux de l’âge du renne (17000 - 9000 av. J.-C.), on a relevé aussi des haches en pierre polie et en bronze.
Il mentionne aussi plusieurs localités de noms anciens : Niafles, Valleray, Barbé, Guicheuron, Vaubernier, Mézières, le Ronceray, la Flècheray, le Boulay, etc.

### Moyen Âge
La seigneurie paroissiale de Louverné, dans la mouvance de Laval, appartient au moins dès le XIVe siècle, comme celle de Saint-Berthevin, à la famille de la Chapelle-Rainsouin. Les aveux ne comprennent que la terre de Louverné jusqu’à la création, vers le milieu du XVe siècle, du château de la Troussière, qui devint le manoir seigneurial. Une branche des La Chapelle prit alors le titre de la Troussière et Louverné.
Le 8 décembre 1433, les paroissiens prennent une sauvegarde et quatre-vingt-quinze "bullettes" des Anglais. La guerre civile, de 1589 à 1592, fait sentir ses ravages, particulièrement en la paroisse de Louverné, et l’hiver de 1593 à 1594 est désastreux.

### Temps modernes
Le sacristain, pour une rente de 20 boisseaux de seigle légués le 30 mai 1576 par François de la Chapelle, devait dire une messe le dimanche et orner la croix de la Troussière qui servait de reposoir à la procession du Sacre. Jean Deschamps et Andrée Lelièvre, sa femme, fondent en 1667 une messe du Saint-Sacrement le 1er jeudi de chaque mois. La confrérie du Rosaire est dotée d’une messe mensuelle par Renée Beucher, en 1634, et d’un ordinaire de messes par Perrine Hubert, veuve Piau, en 1661. La confrérie des fidèles trépassés reçoit un legs en 1620.
L'été pluvieux de 1725 incite les paroissiens à aller le dimanche après la Saint-Pierre en procession à Avesnières, têtes nues, par une pluie battante, pour demander la cessation du fléau.

### Révolution française et Empire
Dans leur cahier de 1789, très pacifique, signé de François Verger, syndic, et de quatorze autres noms, ils demandent la suppression du tarif de Laval et de la milice, remplacée par un contingent de volontaires engagés par la paroisse. En 1790, les paroissiens prononcent leur refus des dîmes de paille. En 1792, la Garde nationale, unie à celle d'Argentré, va désarmer les suspects de Bonchamp. Un camp de six cents hommes est établi le 28 février 1795 à Louverné, « commune d’un excellent patriotisme », écrit le général Duhesme. Le commandant de Vergès se plaint le 16 mars des réquisitions d’hommes et de vivres que les Chouans viennent faire jusqu’à Châlons et la Chapelle-Anthenaise. Le 22 mai suivant, il est « attaqué et conduit en déroute jusqu’à Barbé … des charrettes de blessés, écrit Mlle Duchemin, viennent aux hôpitaux. »
Une affaire plus sérieuse a lieu le 1er octobre 1799. La veille, les habitants avaient appris qu’une troupe de royalistes avait quitté Martigné et ils se déclarent incapables de résister si on ne leur envoie de Laval un secours de six cents hommes. Bourmont, qui veut tenter un coup de main sur Laval, se trouve à Argentré. Le mardi 1er octobre, il adresse aux républicains de Louverné sommation d’avoir à lui rendre leurs armes, menace de pillage et de mort ceux qui résisteraient et promet protection à ceux qui lui apporteraient leurs fusils. « J’arrive, dit-il, à la tête d’un détachement considérable auquel vous ne pouvez résister ». La troupe qui vient de Martigné ne trouve pas à Louverné les forces convoquées qui n’ont pas eu le temps de s’y réunir. Elle a bien vite raison de la résistance qu’on lui oppose, perd pourtant quatre hommes, tue entre autres les sonneurs de tocsin et prend le chemin d’Argentré, suivi bientôt par une partie de la garnison de Laval et des gardes nationales du voisinage. Bourmont rejoignit les siens. La lutte s’engage entre Bonchamp et Argentré. Elle est opiniâtre. « Les républicains, d’après le rapport officiel, furent mis en déroute ; près de 100 hommes manquent à l’appel, écrit-on. La consternation est à son comble ». Le bulletin de l’armée royale dit que les républicains ont perdu 400 fusils, 20 chevaux, 180 hommes, sans compter les prisonniers et les blessés.

### Époque contemporaine
Le 14 janvier 1847 a lieu à Louverné un soulèvement au sujet de la cherté du grain. Le 17 janvier 1871, apparaissent les éclaireurs prussiens. Les Français s’établissent à la Gare, le 20, pour protéger les communications avec Mayenne. Le typhus, communiqué par les bestiaux de la troupe, dépeuple les étables.

## Politique et administration

### Administration municipale
| Période                                  | Période                  | Identité                             | Étiquette   | Qualité |
| ---------------------------------------- | ------------------------ | ------------------------------------ | ----------- | --- |
| Les données manquantes sont à compléter. |                          |                                      |             | |
| 1800                                     | 1808                     | Michel Lemaitre-Dubourg              |             | |
| 1808                                     | 1816                     | Jacques Bernier                      |             | |
| 1816                                     | 1830                     | Léon Lesegretain                     |             | |
| 1830                                     | 1832                     | Gabriel Chevalier                    |             | |
| 1832                                     | 1847                     | Jean-Baptiste Gobil                  |             | |
| 1847                                     | 1861                     | Jacques Bernier                      |             | |
| 1861                                     | 1866                     | Emmanuel Paumard                     |             | |
| 1866                                     | mai 1871 (démission)     | François Rebuffé (1836-1908)         | Républicain | Directeur des fours à chaux de Louverné Chevalier de la Légion d’honneur (1858) |
| 1871                                     | 1876                     | Frédéric du Mans de Chalais          |             | |
| 1876                                     | 1888                     | Arsène Bruneau (1840-1903)           |             | Propriétaire |
| 1888                                     | 1896                     | Émile Tiger de Rouffigny (1837-1902) |             | Propriétaire du château de la Bigottière |
| 1896                                     | décembre 1899 (décès)    | Paul Bernier (1850-1899)             |             | Propriétaire |
| 1900                                     | 1923                     | François Tallois                     |             | |
| 1923                                     | mai 1935                 | René Noyer                           |             | |
| mai 1935                                 | janvier 1943 (décès)     | Louis Malzis                         |             | Chevalier du Mérite agricole |
| 1943                                     | 1944                     | Pierre Beucher                       |             | |
| 1944                                     | mai 1953                 | Jules Bigot                          |             | Marchand de bois |
| mai 1953                                 | octobre 1976 (décès)     | Pierre Bourré                        |             | |
| octobre 1976                             | mars 1977                | Paul Gaulier                         |             | Inspecteur à la MSA, ancien adjoint au maire |
| mars 1977                                | mars 1983                | Victor Landais                       | SE          | Directeur à la MSA |
| mars 1983                                | octobre 1985 (démission) | Émile Landais                        |             | Cultivateur |
| octobre 1985                             | mars 2008                | Victor Landais                       | SE-DVG      | Directeur à la MSA |
| mars 2008                                | mai 2020                 | Alain Boisbouvier                    | PS          | Directeur adjoint du centre d’économie rurale Mayenne-Sarthe 13e vice-président de Laval Agglomération (2014 → 2020)                                                                                     |
| mai 2020                                 | En cours                 | Sylvie Vielle                        | DVC         | Responsable d'équipe en assurances Conseillère départementale de Bonchamp-lès-Laval (2015 → ) 9e vice-présidente du conseil départemental (2021 → ) 1re vice-présidente de Laval Agglomération (2020 → ) |

Le conseil municipal est composé de vingt-sept membres dont le maire et sept adjoints.

#### Labels
La commune est une ville fleurie (deux fleurs) au concours des villes et villages fleuris.

#### Jumelages
- Gundelfingen an der Donau (Allemagne)[23] (depuis 1992)

## Population et société

### Démographie

#### Évolution démographique
L'évolution du nombre d'habitants est connue à travers les recensements de la population effectués dans la commune depuis 1793. Pour les communes de moins de 10 000 habitants, une enquête de recensement portant sur toute la population est réalisée tous les cinq ans, les populations de référence des années intermédiaires étant quant à elles estimées par interpolation ou extrapolation. Pour la commune, le premier recensement exhaustif entrant dans le cadre du nouveau dispositif a été réalisé en 2006.

En 2022, la commune comptait 4 345 habitants, en évolution de +2,77 % par rapport à 2016 (Mayenne : −0,73 %, France hors Mayotte : +2,11 %).
| 1793  | 1800 | 1806  | 1821  | 1831  | 1836  | 1841  | 1846  | 1851  |
| ----- | ---- | ----- | ----- | ----- | ----- | ----- | ----- | ----- |
| 1 076 | 999  | 1 213 | 1 164 | 1 268 | 1 353 | 1 478 | 1 470 | 1 478 |

| 1856  | 1861  | 1866  | 1872  | 1876  | 1881  | 1886  | 1891  | 1896  |
| ----- | ----- | ----- | ----- | ----- | ----- | ----- | ----- | ----- |
| 1 560 | 1 631 | 1 688 | 1 750 | 1 970 | 1 680 | 1 605 | 1 577 | 1 466 |

| 1901  | 1906  | 1911  | 1921  | 1926  | 1931  | 1936 | 1946  | 1954  |
| ----- | ----- | ----- | ----- | ----- | ----- | ---- | ----- | ----- |
| 1 412 | 1 289 | 1 268 | 1 065 | 1 059 | 1 038 | 949  | 1 131 | 1 121 |

| 1962  | 1968  | 1975  | 1982  | 1990  | 1999  | 2006  | 2011  | 2016  |
| ----- | ----- | ----- | ----- | ----- | ----- | ----- | ----- | ----- |
| 1 096 | 1 215 | 1 808 | 2 536 | 2 679 | 2 912 | 3 538 | 3 983 | 4 228 |

| 2021  | 2022  | - | - | - | - | - | - | - |
| ----- | ----- | - | - | - | - | - | - | - |
| 4 355 | 4 345 | - | - | - | - | - | - | - |

#### Pyramide des âges
La population de la commune est relativement jeune. En 2019, le taux de personnes d'un âge inférieur à 30 ans s'élève à 36,3 %, soit un taux supérieur à la moyenne départementale (34,5 %). Le taux de personnes d'un âge supérieur à 60 ans (24,4 %) est inférieur au taux départemental (27,3 %).
En 2019, la commune comptait 2 144 hommes pour 2 261 femmes, soit un taux de 51,68 % de femmes, supérieur au taux départemental (50,72 %).
Les pyramides des âges de la commune et du département s'établissent comme suit :
| Hommes | Classe d’âge | Femmes |
| ------ | ------------ | ------ |
| 0,7    | 90 ou +      | 1,4    |
| 6,0    | 75-89 ans    | 8,7    |
| 16,2   | 60-74 ans    | 15,6   |
| 20,3   | 45-59 ans    | 18,9   |
| 19,0   | 30-44 ans    | 20,6   |
| 15,3   | 15-29 ans    | 13,0   |
| 22,5   | 0-14 ans     | 21,8   |

| Hommes | Classe d’âge | Femmes |
| ------ | ------------ | ------ |
| 1,1    | 90 ou +      | 2,5    |
| 8      | 75-89 ans    | 10,6   |
| 17,7   | 60-74 ans    | 18,4   |
| 20,3   | 45-59 ans    | 19,4   |
| 17,3   | 30-44 ans    | 16,6   |
| 16,9   | 15-29 ans    | 14,9   |
| 18,8   | 0-14 ans     | 17,6   |

### Manifestations culturelles et festivités
- Défi louvernéen : course pédestre rassemblant près de 500 coureurs chaque année, le dernier week-end de mai.

### Sports et loisirs
Louverné Sports fait évoluer deux équipes de football en Ligue des Pays de la Loire et deux autres en divisions de district.

#### Associations sportives
- Basket Club louvernéen, créé en 1969[réf. nécessaire].
- Tennis Club louvernéen.
- La Plume louvernéenne : badminton.
- Club cyclo-touriste louvernéen : randonnées vélo de route.
- Louverné Running : course à pied.
- Louverné-sport : club de foot et de volley.
- Louverné Tennis de table.

## Économie

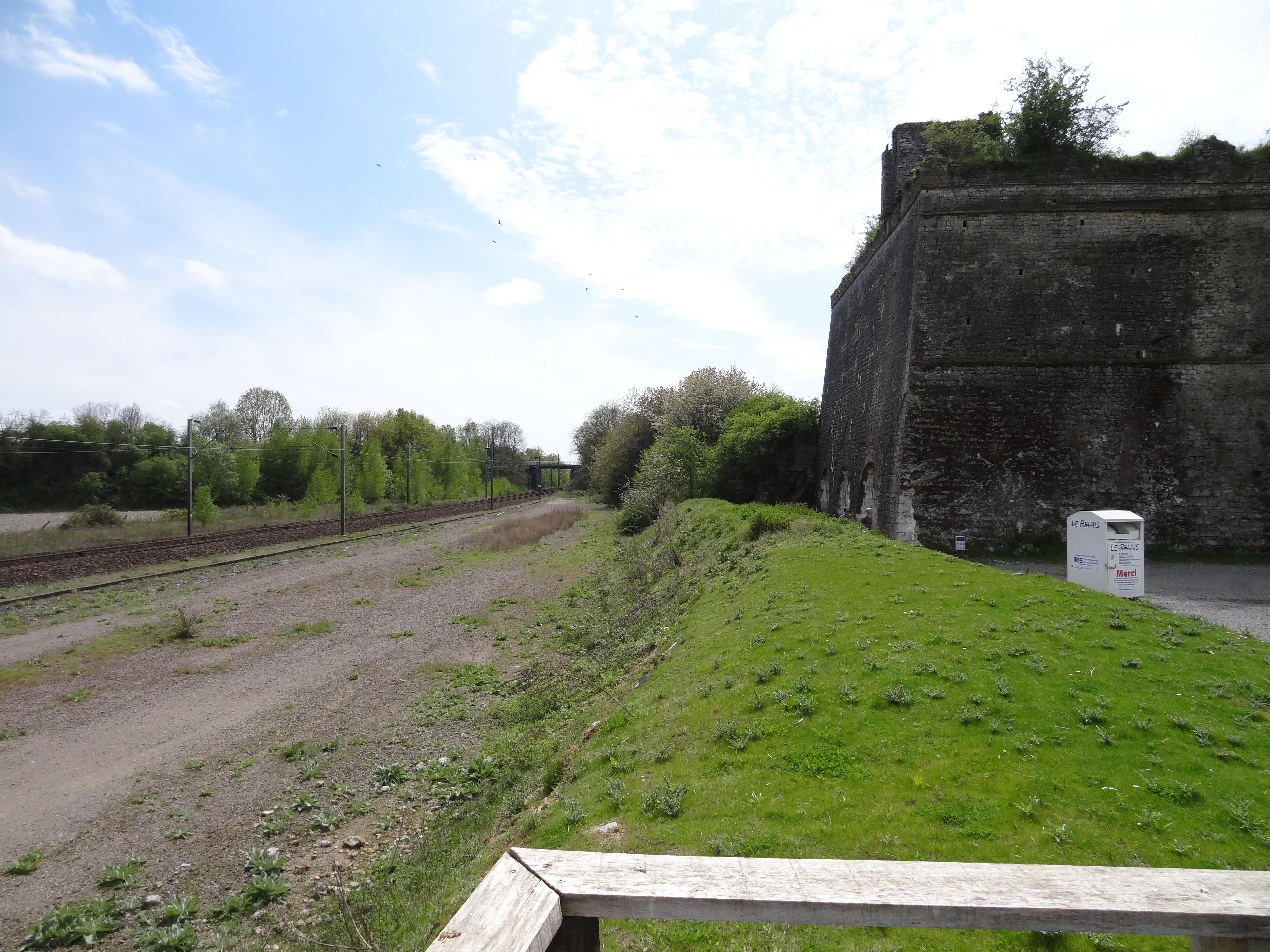
L'ancien four à chaux sis la gare.

Longtemps, les fours à chaux, dont les vestiges sont toujours visibles aujourd'hui, ont participé à l'économie de cette commune essentiellement rurale. Depuis quelques années, le dynamisme démographique, l'amélioration des transports en commun, la proximité de l'autoroute A 81, et le voisinage de la commune avec le chef-lieu de la Mayenne, Laval, ont fait de ce village rural une ville à la campagne de plus en plus attractive grâce aux zones d'activité implantées sur la commune : zone d'activités de Beausoleil, parc d'activités de l'Océane, zone autoroutière, parc Pont-Saint-Martin.
Le siège social de l'entreprise Pronuptia est situé dans la zone d'activité autoroutière.
Fin 2012, la société bretonne Bridor a fait construire une usine de 10 000 m2 à Louverné.

## Culture locale et patrimoine

### Lieux et monuments
- Château de la Bigottière
- Château de la Motte-Babin
- Château de la Troussière
- Anciennes carrières : marbre noir de Louverné.
- Église du Sacré-Cœur.
- Ancienne église aujourd'hui disparue, dédiée à saint Martin, qui comprenait une nef et un chœur rectangulaires, d’égale largeur, séparés par une arcade romane étroite et basse. Le chœur avait la même longueur que la nef et était plus élevé ; presque tous les hommes y avaient leurs places et deux portes s’y ouvraient. Extérieurement ce qu’on remarquait dans cette modeste église, c’était ses pignons aigus et ses toits surélevés, hauts de 13 à 14 m, sur des murs côtiers qui n’en avaient guère que 6. Le clocher était planté sur la charpente du chœur. Un petit auvent protégeait la porte, datée de 1758 et surmontée dans une niche d’un saint Martin à cheval, en pierre. Le maitre-autel s’adossait au pignon oriental où s’ouvrait primitivement une large fenêtre : à l’entrée du chœur étaient les autels de la Vierge ou du Rosaire et de saint Eutrope, celui-ci objet d’une dévotion antique et régionale. Marguerite Berthereau, de Jublains, demande par testament en 1600 un voyage à Saint-Eutrope de Louverné. Une cloche portant l’inscription gothique : « L’an 1571, haut et puissant seigneur François de la Chapelle, sieur de la Troussière, et dame Renée de Launay, son épouse, me ont nommée… » a été brisée accidentellement en 1852. Plusieurs pierres tombales relevées de cette église, l’une avec écusson chargé d’annelets, l’autre datée d’avril 1606, forment le socle de la croix de mission de la Chapelle-Anthenaise. Une horloge avait été posée au clocher en 1757 par André Saudray, dit la Montagne. L’église et le cimetière, dont l’emplacement a été vendu au grand dommage du quartier et de la maison d’école, forment aujourd’hui un jardin clos avec maisonnette[15].
- Borne de banlieue, en granite, de 1751, classée à titre d'objet aux Monuments historiques[31]. Elle indiquait la limite du tarif de Laval.

### Héraldique
| Blason de Louverné | Blason  | D’azur, à une épée haute, mise en pal, accostée de deux navettes, le tout d’or ; au chef bastillé de trois pièces et deux demies d’argent, chargé d’une chauve-souris de sable. |
| Blason de Louverné | Détails | - Créé par Jean-Claude MOLINIER, héraldiste amateur, et adopté par la municipalité le 30 mars 2000: L’azur indique la présence du ruisseau de Barbé et celui de la Fresne sur le territoire communal. Il indique aussi la présence de multiples petits étangs créés par l’extraction du marbre, activité aujourd’hui arrêtée. Martin est le saint patron du village. Il est représenté par l’épée qui lui a permis de partager son manteau à un mendiant. Le chef est aux couleurs du sol de Louverné partie en carrières de marbre, partie en carrières de chaux. Il est bastillé pour représenter des créneaux, symbolisant ainsi les châteaux de la Bigottière et de Ronceray. La chauve souris symbolise la grotte préhistorique qui se trouve au sud de la commune. Les navettes indiquent qu’il y avait des tisserands au hameau de Niafles. Les ornements sont deux gerbes de lin de sinople, fleuries d’azur, mises en sautoir par la pointe et liées d’or afin d’indiquer que cette culture a été très importante dans le village. Le listel d'argent porte le nom de la commune en lettres majuscules de sable. La couronne de tours dit que l’écu est celui d’une commune ; elle n’a rien à voir avec des fortifications. Le statut officiel du blason reste à déterminer. |